# Albert Salomon von Rothschild
Albert Salomon Anselm von Rothschild (Beč, 29. listopada 1844. – Beč, 11. veljače 1911.), austrijski barun, bankar i poduzetnik iz austrijske loze bogate židovske obitelji Rothschild. Bio je vlasnik banke Creditanstalt i Sjeverne željeznice.

## Životopis
Rodio se kao pretposljednje od osmero djece i najmlađi sin u obitelji baruna Anselma Salomona von Rothschilda (1803. – 1874.) i barunice Charlotte Nathan de Rothschild (1807. – 1859.), najstarije kćeri engleskog rođaka Nathana Mayera Rothschilda (1777. – 1836.). Djed mu je bio Salomon Mayer Rothschild (1774. – 1855.), utemeljitelj austrijskog ogranka obitelji i sin Mayera Amschela Rothschilda (1744. – 1812.), osnivača dinastije Rothschild.
Školovao se u Beču i Brnu. Po završetku školovanja odradio je pripravništvo u Londonu u obiteljskoj banci N M Rothschild & Sons pod nadzorom rođaka Lionela de Rothschilda (1808. – 1879.), poslije čega se zaposlio u austrijskoj obiteljskoj banci S M von Rothschild & Söhne, koja je pod njegovom upravom postala glavna banka za vladine poslove i obiteljske industrijske firme.
Posjedovao je prvi automobil u Beču, izgradio je opservatorij, a bio je i sakupljač umjetnina. Zajedno s bratom Nathanielom Mayerom bavio se fotografiranjem i bio je član Bečkog kluba kamere (1836. – 1905.).

### Privatni život
Oženio je 22. ožujka 1876. godine rođakinju Bettinu (1858. – 1892.), kći Mayera Alphonsea de Rothschilda (1927. – 1905.) iz francuske linije obitelji, s kojom je imao sedmero djece:
- Georg Anselm von Rothschild (1877. – 1934.)
- Alphonse Mayer von Rothschild (1878. – 1942.)
- Charlotte Esther von Rothschild (1879. – 1885.)
- Ludwig Nathaniel (1882. – 1955.)
- Eugène Daniel von Rothschild (1884. – 1976.)
- Valentine Noémi von Rothschild (1886. – 1968.)
- Oskar von Rothschild (1888. – 1909.)